# 18e étape du Tour d'Italie 2006
La 18e étape du Tour d'Italie 2006 a lieu le 25 mai entre Sillian et Gemona del Friuli. Elle est remportée par Stefan Schumacher.

## Récit
L’Allemand Stefan Schumacher remporte ici, sa seconde étape sur le Giro 2006. Le coureur français John Gadret, alors 27e du classement général, a été victime d'une lourde chute qui l'a contraint à l'abandon. Transporté à l'hôpital de Tolmezzo, les médecins ont diagnostiqué une fracture de la clavicule droite.

## Résultats

### Classement de l'étape
|    | Coureur                | Pays        | Équipe                         |    | Temps           |
| -- | ---------------------- | ----------- | ------------------------------ | -- | --------------- |
| 1  | Stefan Schumacher      | Allemagne   | Gerolsteiner                   | en | 5 h 31 min 33 s |
| 2  | Marzio Bruseghin       | Italie      | Lampre-Fondital                | +  | m.t.            |
| 3  | José Iván Gutiérrez    | Espagne     | Caisse d'Épargne-Illes Balears |    | m.t.            |
| 4  | David López García     | Espagne     | Euskaltel-Euskadi              |    | 2 s             |
| 5  | Charles Wegelius       | Royaume-Uni | Liquigas                       |    | 7 s             |
| 6  | Paolo Bettini          | Italie      | Quick Step-Innergetic          |    | 2 min 43 s      |
| 7  | Alberto Ongarato       | Italie      | Team Milram                    |    | m.t.            |
| 8  | Matthew White          | Australie   | Discovery Channel              |    | m.t.            |
| 9  | José Enrique Gutiérrez | Espagne     | Phonak                         |    | m.t.            |
| 10 | Paolo Tiralongo        | Italie      | Lampre-Fondital                |    | m.t.            |

### Points attribués
|   | Cycliste         | Pays     | Équipe                | Points |
| - | ---------------- | -------- | --------------------- | ------ |
| 1 | Paolo Bettini    | Italie   | Quick Step-Innergetic | 8      |
| 2 | Mickaël Delage   | France   | Française des jeux    | 6      |
| 3 | Patrick Calcagni | Suisse   | Liquigas              | 4      |
| 4 | Raffaele Illiano | Italie   | Colombia Selle-Italia | 3      |
| 5 | Addy Engels      | Pays-Bas | Quick Step-Innergetic | 2      |
| 6 | Evgueni Petrov   | Russie   | Lampre-Fondital       | 1      |

|    | Cycliste               | Pays        | Équipe                         | Points |
| -- | ---------------------- | ----------- | ------------------------------ | ------ |
| 1  | Stefan Schumacher      | Allemagne   | Gerolsteiner                   | 25     |
| 2  | Marzio Bruseghin       | Italie      | Lampre-Fondital                | 20     |
| 3  | José Iván Gutiérrez    | Espagne     | Caisse d'Épargne-Illes Balears | 16     |
| 4  | David López García     | Espagne     | Euskaltel-Euskadi              | 14     |
| 5  | Charles Wegelius       | Royaume-Uni | Liquigas                       | 12     |
| 6  | Paolo Bettini          | Italie      | Quick Step-Innergetic          | 10     |
| 7  | Alberto Ongarato       | Italie      | Team Milram                    | 9      |
| 8  | Matthew White          | Australie   | Discovery Channel              | 8      |
| 9  | José Enrique Gutiérrez | Espagne     | Phonak                         | 7      |
| 10 | Paolo Tiralongo        | Italie      | Lampre-Fondital                | 6      |
| 11 | Francesco Bellotti     | Italie      | Crédit agricole                | 5      |
| 12 | Grischa Niermann       | Allemagne   | Rabobank                       | 4      |
| 13 | Leonardo Duque         | Colombie    | Cofidis                        | 3      |
| 14 | Viatcheslav Ekimov     | Russie      | Discovery Channel              | 2      |
| 15 | Renaud Dion            | France      | AG2R Prévoyance                | 1      |

### Cols et côtes
|   | Cycliste            | Pays      | Équipe                         | Points |
| - | ------------------- | --------- | ------------------------------ | ------ |
| 1 | Marzio Bruseghin    | Italie    | Lampre-Fondital                | 5      |
| 2 | José Iván Gutiérrez | Espagne   | Caisse d'Épargne-Illes Balears | 3      |
| 3 | Stefan Schumacher   | Allemagne | Gerolsteiner                   | 1      |

|   | Cycliste            | Pays        | Équipe                         | Points |
| - | ------------------- | ----------- | ------------------------------ | ------ |
| 1 | Stefan Schumacher   | Allemagne   | Gerolsteiner                   | 10     |
| 2 | Marzio Bruseghin    | Italie      | Lampre-Fondital                | 6      |
| 3 | José Iván Gutiérrez | Espagne     | Caisse d'Épargne-Illes Balears | 4      |
| 4 | Charles Wegelius    | Royaume-Uni | Liquigas                       | 2      |
| 5 | David López García  | Espagne     | Euskaltel-Euskadi              | 1      |

- Ascension du Sammardenchia, 2e catégorie (km 185,7)

|   | Cycliste          | Pays        | Équipe          | Points |
| - | ----------------- | ----------- | --------------- | ------ |
| 1 | Marzio Bruseghin  | Italie      | Lampre-Fondital | 5      |
| 2 | Charles Wegelius  | Royaume-Uni | Liquigas        | 3      |
| 3 | Stefan Schumacher | Allemagne   | Gerolsteiner    | 1      |

### Points attribués pour le classement combiné
|    | Cycliste               | Pays      | Équipe                | Points |
| -- | ---------------------- | --------- | --------------------- | ------ |
| 1  | Ivan Basso             | Italie    | Team CSC              | 44     |
| 2  | José Enrique Gutiérrez | Espagne   | Phonak                | 38     |
| 3  | Sandy Casar            | France    | Française des jeux    | 31     |
| 4  | Gilberto Simoni        | Italie    | Saunier Duval         | 28     |
| 5  | Paolo Savoldelli       | Italie    | Discovery Channel     | 27     |
| 6  | Paolo Bettini          | Italie    | Quick Step-Innergetic | 26     |
| 7  | Leonardo Piepoli       | Italie    | Saunier Duval         | 23     |
| 8  | Stefan Schumacher      | Allemagne | Gerolsteiner          | 20     |
| 9  | Franco Pellizotti      | Italie    | Liquigas              | 19     |
| 10 | Damiano Cunego         | Italie    | Lampre-Fondital       | 19     |

## Classements à l'issue de l'étape

### Classement général
|    | Cycliste               | Pays     | Équipe                |    | Temps            |
| -- | ---------------------- | -------- | --------------------- | -- | ---------------- |
| 1  | Ivan Basso             | Italie   | Team CSC              | en | 73 h 30 min 47 s |
| 2  | José Enrique Gutiérrez | Espagne  | Phonak                | +  | 5 min 43 s       |
| 3  | Gilberto Simoni        | Italie   | Saunier Duval         |    | 10 min 34 s      |
| 4  | Paolo Savoldelli       | Italie   | Discovery Channel     |    | 10 min 58 s      |
| 5  | Franco Pellizotti      | Italie   | Liquigas              |    | 12 min 30 s      |
| 6  | Wladimir Belli         | Italie   | Colombia Selle-Italia |    | 13 min 00 s      |
| 7  | Sandy Casar            | France   | Française des jeux    |    | 14 min 06 s      |
| 8  | Damiano Cunego         | Italie   | Lampre-Fondital       |    | 14 min 48 s      |
| 9  | Víctor Hugo Peña       | Colombie | Phonak                |    | 16 min 40 s      |
| 10 | José Luis Rubiera      | Espagne  | Discovery Channel     |    | 17 min 48 s      |

### Classement par points
|   | Cycliste               | Pays    | Équipe                | Points |
| - | ---------------------- | ------- | --------------------- | ------ |
| 1 | Paolo Bettini          | Italie  | Quick Step-Innergetic | 139    |
| 2 | Ivan Basso             | Italie  | Team CSC              | 123    |
| 3 | José Enrique Gutiérrez | Espagne | Phonak                | 113    |

### Classement du meilleur grimpeur
|   | Cycliste          | Pays   | Équipe        | Points |
| - | ----------------- | ------ | ------------- | ------ |
| 1 | Ivan Basso        | Italie | Team CSC      | 46     |
| 2 | Leonardo Piepoli  | Italie | Saunier Duval | 31     |
| 3 | Fortunato Baliani | Italie | Panaria       | 26     |

### Classement du combiné
|   | Cycliste               | Pays    | Équipe            | Points |
| - | ---------------------- | ------- | ----------------- | ------ |
| 1 | Paolo Savoldelli       | Italie  | Discovery Channel | 693    |
| 2 | José Enrique Gutiérrez | Espagne | Phonak            | 538    |
| 3 | Ivan Basso             | Italie  | Team CSC          | 465    |

### Classements par équipes

#### Classement aux temps
|   | Équipe            | Pays       |    | Temps             |
| - | ----------------- | ---------- | -- | ----------------- |
| 1 | Phonak            | Suisse     | en | 219 h 45 min 24 s |
| 2 | Liquigas          | Italie     | +  | 6 min 32 s        |
| 3 | Discovery Channel | États-Unis |    | 8 min 20 s        |

#### Classement aux points
|   | Équipe        | Pays    | Points |
| - | ------------- | ------- | ------ |
| 1 | Phonak        | Suisse  | 254    |
| 2 | Saunier Duval | Espagne | 241    |
| 3 | Panaria       | Italie  | 234    |

### Classements annexes

#### Classement Azzurri d'Italia
|   | Cycliste         | Pays   | Équipe                | Points |
| - | ---------------- | ------ | --------------------- | ------ |
| 1 | Ivan Basso       | Italie | Team CSC              | 14     |
| 2 | Leonardo Piepoli | Italie | Saunier Duval         | 9      |
| 3 | Paolo Bettini    | Italie | Quick Step-Innergetic | 9      |

#### Classement de la combativité
|   | Cycliste               | Pays    | Équipe                | Points |
| - | ---------------------- | ------- | --------------------- | ------ |
| 1 | Paolo Bettini          | Italie  | Quick Step-Innergetic | 36     |
| 3 | Ivan Basso             | Italie  | Team CSC              | 31     |
| 2 | José Enrique Gutiérrez | Espagne | Phonak                | 30     |

#### Classement 110 Gazzetta
|   | Cycliste         | Pays   | Équipe                | Points |
| - | ---------------- | ------ | --------------------- | ------ |
| 1 | Mickaël Delage   | France | Française des jeux    | 16     |
| 2 | Patrick Calcagni | Suisse | Liquigas              | 16     |
| 3 | Raffaele Illiano | Italie | Colombia Selle-Italia | 14     |

#### Classement de l'échappée (Fuga)
|   | Cycliste            | Pays   | Équipe                | Points |
| - | ------------------- | ------ | --------------------- | ------ |
| 1 | Christophe Edaleine | France | Crédit agricole       | 364    |
| 2 | Gabriele Missaglia  | Italie | Colombia Selle-Italia | 303    |
| 3 | Marzio Bruseghin    | Italie | Lampre-Fondital       | 278    |